# Secondo Ponzio Pilato
Secondo Ponzio Pilato è un album del 1988 di Angelo Branduardi: si tratta dalla terza e per ora ultima colonna sonora da lui composta. Tutti i brani sono composti e scritti da Angelo Branduardi esclusa La canzone del deserto, unico brano cantato dell'album, il cui testo è di Luigi Magni.

## Tracce
Lato A
1. La canzone del deserto – 3:41
2. Kol Nidre – 4:03
3. La carovana – 2:56
4. Salomè – 2:19
5. Claudia Procula – 3:41

Lato B
1. La strage – 4:55
2. Si fa sera – 2:12
3. Erode Antipa – 2:21
4. La crocefissione – 2:07
5. Secondo Ponzio Pilato – 2:55

## Curiosità
- Quasi tutte le tracce dell'album sono una variazione sul tema del noto brano irlandese She moves through the fair (ripreso poi nell'introduzione del brano Il trattato dei miracoli nell'album L'infinitamente piccolo e nella canzone Una vigile stella nell'album Così è se mi pare) e dell'opera 47 di Max Bruch Kol Nidrei, ispirata a sua volta a un omonimo canto liturgico della tradizione ebraica ancora oggi eseguito nelle sinagoghe durante la festività di Yom Kippur.
- Nella colonna sonora del film, Branduardi riprende alcuni suoi arpeggi già usati precedentemente nei brani L'uomo e la nuvola (versione contenuta nell'album Concerto) e I tre mercanti (dall'album Branduardi '81).
- Il brano Erode Antipa riprende un tema musicale già suonato dallo stesso Branduardi nella versione di Cogli la prima mela tratta dall'album Concerto del 1980.